# Sauber C20
A Sauber C20 egy Formula–1-es versenyautó, amelyet a Sauber csapat tervezett és versenyeztetett a 2001-es Formula–1 világbajnokság. Pilótái Nick Heidfeld és az újonc Kimi Räikkönen voltak. Ez volt a csapat történetének legsikeresebb konstrukciója, amely a konstruktőri negyedik helyet szerezte meg.

## Áttekintés
Az autók hajtásáért továbbra is a Petronas névre átcímkézett Ferrari-motorok feleltek. Külsőre a legjellegzetesebb változás az volt, hogy a Credit Suisse szponzor érkezésével az orrot a Red Bull sárgájáról fehérre festették.
A legnagyobb újdonság a twin keel első felfüggesztés volt. Az 1990-es évek végén a Formula–1-es csapatok, hogy javítsák az orrkúp alatti légáramlást, egységesen úgy tervezték meg az első felfüggesztésüket, hogy mindkét alsó felfüggesztés az orrkúp alatt egyetlen, longitudinális rudazattal csatlakozott. 2001-ben az FIA bevezett egy új szabályt, amely 50 mm-rel megemelte az első szárnyak oldalelemeit, hogy csökkentse a leszorítóerőt és a kanyarsebességet.
A Sauber az előző évi, C19-es modelljén külön pilonokat alkalmazott az első felfüggesztés rögzítéseinél, míg a C20-asnál az első és a hátsó rögzítési pontok közti területet is kihasználták, ezáltal két longitudinális rudazat húzódott az orrkúp alatt. Ezt még Sergio Rinland tervezte meg, aki időközben átigazolt az Arrows csapathoz, így a véglegesítés Willy Rampf-ra maradt.
A viszonylag stabil költségvetés ellenére a csapat fontos feladatnak tartotta a súlycsökkentést is, és hosszú hónapokig tesztelte a csapat az autót a szélcsatornában, hogy aerodinamikailag is tökéletes legyen.
Peter Sauber két új pilótát is igazolt: az egyikük az előző idényben a Prost csapatnál már versenyzett Nick Heidfeld volt, a másikuk pedig az újonc Kimi Raikkönen. Utóbbi tapasztalatlansága sok kérdést felvetett több pilóta és az FIA részéről is - alig versenyzett pár futamon a brit Formula Renault-ban, igaz, bajnoki címet szerzett.
Raikkönen azonnal rácáfolt a kétkedőkre, mert már az első futamán pontot szerzett, és az év során is többször ért célba előkelő pozícióban. A belga nagydíjon ugyan el tudott rajtolni, de Luciano Burti hatalmas balesete miatt új rajtot rendeltek el, és ezen már váltóhiba miatt nem tudott elindulni, ezért így is rangsorolták. Heidfeld a brazil nagydíjon dobogóra állhatott és hasonlóan sok pontot gyűjtött. A csapat az idényben összesen 21 pontot szerzett, ami a konstruktőri negyedik helyre volt elég, és a legnagyobb sikerük volt.

## Eredmények
| Év   | Csapat                   | Motor                      | Gumik | Pilóták        | 1   | 2   | 3   | 4   | 5   | 6   | 7   | 8   | 9   | 10  | 11  | 12  | 13  | 14  | 15  | 16  | 17  | Pontok | Helyezés |
| ---- | ------------------------ | -------------------------- | ----- | -------------- | --- | --- | --- | --- | --- | --- | --- | --- | --- | --- | --- | --- | --- | --- | --- | --- | --- | ------ | -------- |
| 2001 | Red Bull Sauber Petronas | Petronas 01A (Ferrari 049) | B     |                | AUS | MAL | BRA | SMR | ESP | AUT | MON | CAN | EUR | FRA | GBR | GER | HUN | BEL | ITA | USA | JPN | 21     | 4.       |
| 2001 | Red Bull Sauber Petronas | Petronas 01A (Ferrari 049) | B     | Nick Heidfeld  | 4   | KI  | 3   | 7   | 6   | 9   | KI  | KI  | KI  | 6   | 6   | KI  | 6   | KI  | 11  | 6   | 9   | 21     | 4.       |
| 2001 | Red Bull Sauber Petronas | Petronas 01A (Ferrari 049) | B     | Kimi Räikkönen | 6   | KI  | KI  | KI  | 8   | 4   | 10  | 4   | 10  | 7   | 5   | KI  | 7   | NI  | 7   | KI  | KI  | 21     | 4.       |

† - nem fejezte be a futamot, de rangsorolták, mert teljesítette a versenytáv 90 százalékát